# Cesta válečníka (Star Trek: Stanice Deep Space Nine)
Cesta válečníka (v anglickém originále The Way of the Warrior) je v pořadí první a druhá epizoda čtvrté sezóny seriálu Star Trek: Stanice Deep Space Nine.
Zatímco se Klingoni na Deep Space Nine připravují na invazi do Cardassie, přichází na stanici nadporučík Worf, aby pomohl v rozporech mezi osádkou a obyvateli stanice a klingonskými válečníky.

## Příběh

### První část
Na stanici Deep Space Nine se nachází mnoho Klingonů, kteří přiletěli pomoci Hvězdné flotile v boji proti Dominionu. Vede je generál Martok, který ale není vůči kapitánu Siskovi sdílný ohledně klingonských plánů. Martokovi vojáci vyvolají na stanici několik potyček, zaútočí též na cardassisjkého krejčího Garaka a začnou bez povolení prohledávat lodě v bajorském prostoru. Kapitán Sisko proto požaduje po Flotile důstojníka se zkušenostmi v jednání s Klingony. Na stanici tak dorazí nadporučík Worf, který se připojí k osádce stanice poté, co byla zničena Enterprise-D.
Worf se vmísí mezi Klingony na stanici a získá od nich nějaké informace, které navzdory tomu, že by se měl řídit i příkazy Klingonské říše, předá Siskovi. Ten zjistí, že Klingoni se chystají zaútočit na Cardassii, protože věří, že cardassijská civilní vláda byla infiltrována Dominionem. Protože nemají žádné důkazy pro toto tvrzení, pokusí se kapitán přemluvit generála Martoka, že je to špatný nápad. Ten však jeho prosby odmítne a s klingonskou flotilou na Cardassii skutečně zaútočí.
Poté, co Garak informuje Dukata o hrozícím útoku, jsou Cardassiané schopní se částečně stmelit a bránit se. Spojená federace planet tento útok odsoudí, Klingoni naopak odstoupí od Khitomerské dohody, mírové smlouvy mezi Federací a Klingonskou říší. Kancléř Gowron, vůdce Klingonské říše, přiletí na stanici, aby získal do svých řad Worfa.

### Druhá část
Worf jeho nabídku ale odmítne a Gowron vydá ultimátum: buď se připojí ke Klingonům nebo se stane pro svůj lid zrádcem bez cti. Nadporučík zůstane věrný Flotile, Gowron vyhlásí zneuctění Worfovy rodiny a vykáže jeho bratra Kurna z Klingonské vysoké rady. Když se poté Worf pokusí předat svoji rezignaci na důstojníka kapitánu Siskovi, ten ji odmítne. Nadporučík se připojí k posádce na Defiantu, který vyrazí do bitevní zóny mezi Klingony a Cardassiany. Loď je při boji s klingonskými plavidly poškozena, poškozeno je i její maskovací zařízení, posádka ale musí zachránit členy cardassijské vlády. Když jsou politici úspěšně transportováni z vlastní ochromené lodě, Defiant opustí bitevní pole. Při cestě zpět na stanici je pronásledují klingonské lodě, které poté obklíčí Deep Space Nine. Na stanici je vyhlášen poplach, generál Martok vyžaduje vydání členů cardassijské vlády, kteří ale byli mezitím testování a bylo zjištěno, že se nejedná o měňavce. Rozzuření Klingoni následně začnou stanici ostřelovat.
Stanice Deep Space Nine byla na obranu proti Dominionu dodatečně vyzbrojena (včetně 5000 fotonovými torpédy), proto se dokáže i přes značné škody účinně bránit. Klingonští válečníci se transportují na palubu a zaútočí svými bat'lethy i na posádku v operačním středisku. Ještě před příletem šesti lodí Hvězdné flotily začne Sisko jednat s Gowronem, že tato situace je nejlepší pro jejich společného nepřítele, Dominion. Zatímco dvě největší mocnosti alfa kvadrantu válčí mezi sebou, otvírá se pro Dominion volný prostor. Rozzuřený Gowron souhlasí, Klingoni ustoupí, kancléř však kapitána varuje: „Postavili jste se v bitvě proti nám a to nemůžeme odpustit – ani zapomenout!“
Klingoni se ale odmítnou vzdát cardassijských území, která dobyli. A protože je potřeba v blízké budoucnosti udělat ještě hodně práce, zůstane nadporučík Worf na Deep Space Nine jako důstojník pro strategické operace.

## Zajímavosti
- Po zničení Obsidiánského řádu (epizoda „Kostky jsou vrženy“) úspěšně převzalo civilní disidentské hnutí (epizoda „Druhá kůže“) cardassijskou vládu. Dukat je nyní jejím vojenským poradcem.